# Ariadna (Martinů)
Ariadna (título original en francés, Ariane) H. 370 es una ópera en un acto con música de Bohuslav Martinů y libreto en francés del compositor tomado de la obra de teatro Le Voyage de Thésée de Georges Neveux, quien también proporcionó al compositor el texto de la ópera Julieta, o el libro de los sueños. La primera representación tuvo lugar el 2 de marzo de 1961 en el Musiktheater im Revier de Gelsenkirchen, Alemania, dos años después de la muerte del compositor.
Martinů compuso Ariadna en 1958 mientras trabajaba en su última ópera, La pasión griega – la describió en una carta a su familia como "tomarse un descanso" de la obra mayor. La composición le llevó justo más de un mes. El estilo de bravura de la escritura de Ariadna refleja la admiración de Martinů por Maria Callas. La ópera tiene un estilo directamente lírico con referencias deliberadas a las óperas de Monteverdi y otros compositores antiguos.